# César Gelabert
César Gelabert Piña (Palencia, 31 ottobre 2000) è un calciatore spagnolo, centrocampista dello Sporting Gijón.

## Caratteristiche tecniche
Trequartista molto abile tecnicamente e bravo nei passaggi, in possesso di un'ottima visione di gioco, può essere schierato anche come ala o seconda punta.

## Carriera
Cresciuto nei settori giovanili di Hércules e Real Madrid, ha esordito con il Real Madrid Castilla il 25 febbraio 2018, nella partita di Segunda División B vinta per 3-0 contro il Pontevedra. Rallentato nella crescita da un grave infortunio al ginocchio, il 5 agosto 2021 passa al Mirandés, con cui firma un biennale; tuttavia anche la sua esperienza con il club rossonero viene segnata da una nuova rottura del legamento crociato anteriore del ginocchio sinistro.
Il 6 giugno 2023 viene tesserato dal Tolosa, che ha scoperto Gelabert tramite un'attività di scouting basata sui big data.
Il 21 agosto 2024 viene ceduto in prestito allo Sporting Gijón. Dopo 39 presenze condite da 6 goal viene riscattato dagli spagnoli firmando un contratto valido fino al 2028.

## Statistiche

### Presenze e reti nei club
Statistiche aggiornate al 7 luglio 2024.
| Stagione                    | Squadra                     | Campionato                  | Campionato | Campionato | Coppe nazionali | Coppe nazionali | Coppe nazionali | Coppe continentali | Coppe continentali | Coppe continentali | Altre coppe | Altre coppe | Altre coppe | Totale | Totale |
| Stagione                    | Squadra                     | Comp                        | Pres       | Reti       | Comp            | Pres            | Reti            | Comp               | Pres               | Reti               | Comp        | Pres        | Reti        | Pres   | Reti   |
| --------------------------- | --------------------------- | --------------------------- | ---------- | ---------- | --------------- | --------------- | --------------- | ------------------ | ------------------ | ------------------ | ----------- | ----------- | ----------- | ------ | ------ |
| feb.-giu. 2018              | Real Madrid Castilla        | SDB                         | 4          | 0          | -               | -               | -               | -                  | -                  | -                  | -           | -           | -           | 4      | 0      |
| 2018-2019                   | Real Madrid Castilla        | SDB                         | 2+2        | 0          | -               | -               | -               | -                  | -                  | -                  | -           | -           | -           | 4      | 0      |
| 2019-2020                   | Real Madrid Castilla        | SDB                         | 13         | 1          | -               | -               | -               | -                  | -                  | -                  | -           | -           | -           | 13     | 1      |
| 2020-2021                   | Real Madrid Castilla        | SDB                         | 17+1       | 2          | -               | -               | -               | -                  | -                  | -                  | -           | -           | -           | 18     | 2      |
| Totale Real Madrid Castilla | Totale Real Madrid Castilla | Totale Real Madrid Castilla | 39         | 3          |                 | -               | -               |                    | -                  | -                  |             | -           | -           | 39     | 3      |
| 2021-2022                   | Mirandés                    | SD                          | 16         | 0          | CR              | 3               | 0               | -                  | -                  | -                  | -           | -           | -           | 19     | 0      |
| 2022-2023                   | Mirandés                    | SD                          | 25         | 2          | CR              | 0               | 0               | -                  | -                  | -                  | -           | -           | -           | 25     | 2      |
| Totale Mirandés             | Totale Mirandés             | Totale Mirandés             | 41         | 2          |                 | 3               | 0               |                    | -                  | -                  |             | -           | -           | 44     | 2      |
| 2023-2024                   | Tolosa                      | L1                          | 16         | 1          | CF              | 2               | 0               | UEL                | 6                  | 0                  | SF          | 1           | 0           | 25     | 1      |
| Totale carriera             | Totale carriera             | Totale carriera             | 96         | 6          |                 | 5               | 0               |                    | 6                  | 0                  |             | 1           | 0           | 108    | 6      |

### Cronologia presenze e reti in nazionale
| Cronologia completa delle presenze e delle reti in nazionale ― Francia under 17 | Cronologia completa delle presenze e delle reti in nazionale ― Francia under 17 | Cronologia completa delle presenze e delle reti in nazionale ― Francia under 17 | Cronologia completa delle presenze e delle reti in nazionale ― Francia under 17 | Cronologia completa delle presenze e delle reti in nazionale ― Francia under 17 | Cronologia completa delle presenze e delle reti in nazionale ― Francia under 17 | Cronologia completa delle presenze e delle reti in nazionale ― Francia under 17 | Cronologia completa delle presenze e delle reti in nazionale ― Francia under 17 |
| Data                                                                            | Città                                                                           | In casa                                                                         | Risultato                                                                       | Ospiti                                                                          | Competizione                                                                    | Reti                                                                            | Note                                                                            |
| ------------------------------------------------------------------------------- | ------------------------------------------------------------------------------- | ------------------------------------------------------------------------------- | ------------------------------------------------------------------------------- | ------------------------------------------------------------------------------- | ------------------------------------------------------------------------------- | ------------------------------------------------------------------------------- | ------------------------------------------------------------------------------- |
| 3-5-2017                                                                        | Fiume                                                                           | Turchia under 17                                                                | 2 – 3                                                                           | Spagna under 17                                                                 | Europeo Under-17 2017 - Gironi                                                  | -                                                                               | 59’                                                                             |
| 9-5-2017                                                                        | Kostrena                                                                        | Spagna under 17                                                                 | 1 – 1                                                                           | Croazia under 17                                                                | Europeo Under-17 2017 - Gironi                                                  | -                                                                               | 57’                                                                             |
| 10-10-2017                                                                      | Kochi                                                                           | Spagna under 17                                                                 | 4 – 0                                                                           | Niger under 17                                                                  | Mondiali Under-17 2017 - Gironi                                                 | 1                                                                               | 90’                                                                             |
| 13-10-2017                                                                      | Kochi                                                                           | Spagna under 17                                                                 | 2 – 0                                                                           | Corea del Nord under 17                                                         | Mondiali Under-17 2017 - Gironi                                                 | 1                                                                               |                                                                                 |
| 17-10-2017                                                                      | Guwahati                                                                        | Francia under 17                                                                | 1 – 2                                                                           | Spagna under 17                                                                 | Mondiali Under-17 2017 - Ottavo di Finale                                       | -                                                                               | 72’                                                                             |
| 22-10-2017                                                                      | Kochi                                                                           | Spagna under 17                                                                 | 3 – 1                                                                           | Iran under 17                                                                   | Mondiali Under-17 2017 - Quarto di Finale                                       | -                                                                               |                                                                                 |
| 25-10-2017                                                                      | Mumbai                                                                          | Mali under 17                                                                   | 1 – 3                                                                           | Spagna under 17                                                                 | Mondiali Under-17 2017 - Semifinale                                             | -                                                                               | 68’                                                                             |
| 28-10-2017                                                                      | Calcutta                                                                        | Inghilterra under 17                                                            | 5 – 2                                                                           | Spagna under 17                                                                 | Mondiali Under-17 2017 - Finale                                                 | -                                                                               | 72’                                                                             |
| Totale                                                                          |                                                                                 | Presenze                                                                        | 8                                                                               |                                                                                 | Reti                                                                            | 2                                                                               |                                                                                 |